# St. Cyriakus (Bottrop)

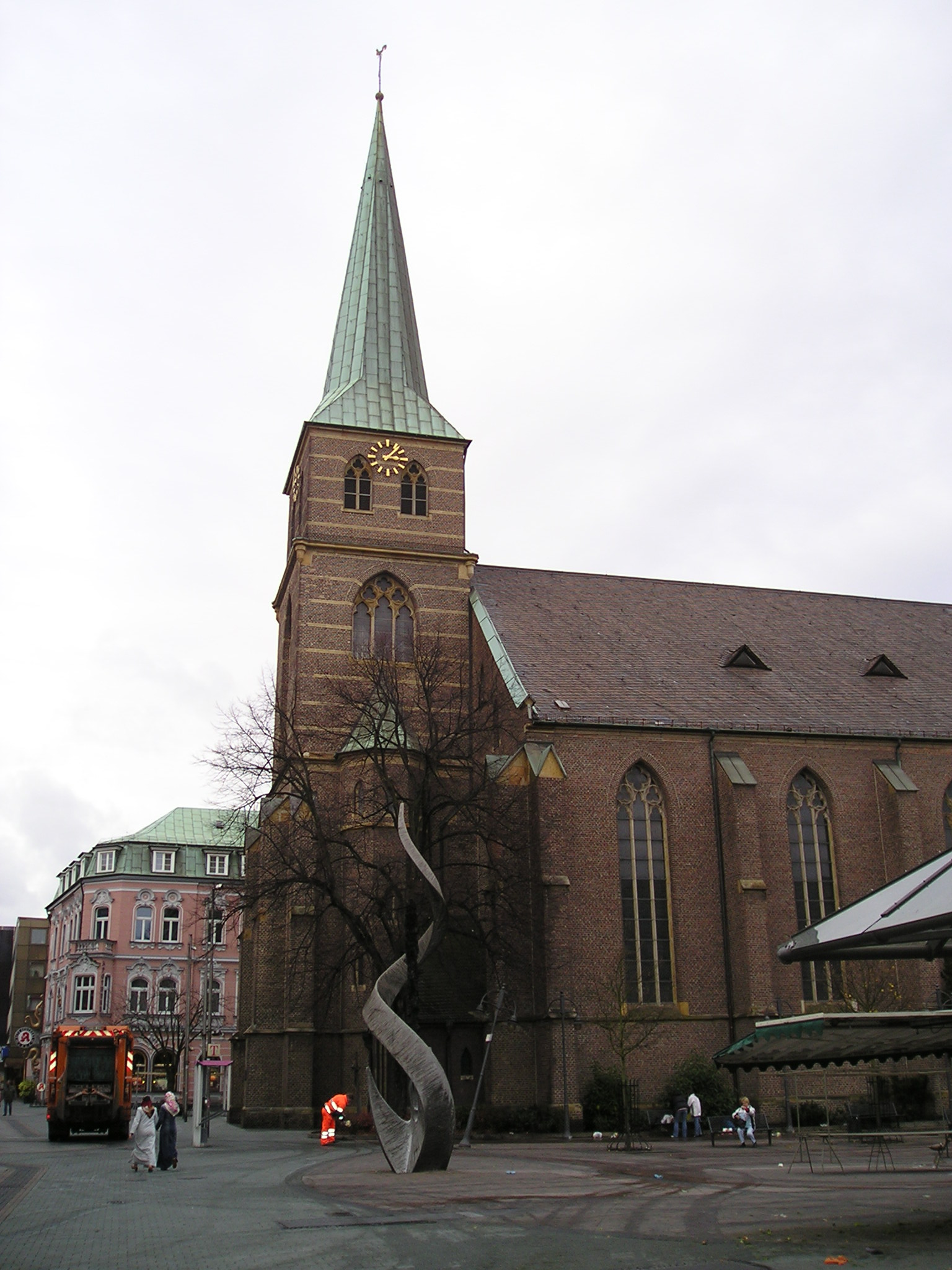
St. Cyriakus

Die römisch-katholische Pfarrkirche St. Cyriakus ist ein denkmalgeschütztes Kirchengebäude in Bottrop, einer kreisfreien Stadt in Nordrhein-Westfalen. Patron der Kirche ist der Märtyrer Cyriacus.

## Geschichte
Die Gemeinde wurde 1155, dem Kloster Deutz zugehörig, als Filialkirche von St. Pankratius in Oberhausen-Osterfeld gegründet. Die erste Kapelle war ein Rundbau, es folgte 1425 ein Langhaus mit Turm und Chor. Zur Pfarrei wurde sie im 17. Jahrhundert erhoben. Im 19. Jahrhundert wurden Langhaus und Turm abgebrochen und durch die heutige Kirche ersetzt. 1950 wurde das Gebäude zur Propsteikirche erhoben.

## Pfarrei
2007 erfolgte die Neustrukturierung aller Pfarreien in Alt-Bottrop durch Reduzierung der Administration auf die zwei Pfarreien, St. Cyriakus und St. Joseph (Bottrop-Batenbrock). Jetzt besteht die Propsteipfarrei St. Cyriakus mit insgesamt etwa 20.000 Katholiken aus den Gemeinden: 
- St. Cyriakus (Innenstadt)
- St. Elisabeth und Heilig Kreuz (östlicher Innenstadtbereich)
- Herz Jesu (Innenstadt) und Filialkirche St. Suitbert in Bottrop-Vonderort
- St. Ludger mit Filialkirche St. Bonifatius in Bottrop-Fuhlenbrock

Gottesdienste der Pfarrei finden außerdem in der Krankenhauskapelle des Marienhospitals sowie in der Kapelle des Seniorenzentrums St. Teresa statt.
Die frühere Pfarrkirche Heilig Kreuz wird als profanierte Kulturkirche genutzt. Die ehemalige Pfarrkirche St. Barbara (Bottrop-Lehmkuhle) wurde abgerissen.

## Architektur
Unter der Leitung von Pfarrer Karl Englert wurde 1850 ein Baukomitee gegründet, das Mittel für einen Neubau beschaffen sollte. Emil von Manger, ein bekannter Architekt und Diözesanbaumeister, erstellte die Baupläne.
Die neugotische Hallenkirche von fünf Jochen mit eingezogenem 5/8-Chor wurde von 1859 bis 1862 in Backstein-Sichtmauerwerk mit Werksteingliederungen gebaut. Das Gebäude ist 43,50 Meter lang und 22 Meter breit, der Dachfirst ist 25 und der Turm 57 Meter hoch. Unter der Leitung von Josef Franke wurde von 1923 bis 1928 anstelle von drei parallelen Satteldächern ein einheitliches Dach aufgesetzt. Gleichzeitig wurden Anbauten zugefügt. Von 1904 bis 1964 sank die Kirche durch Bergsenkungen bis zu 7 Meter. Es entstanden starke Schäden am Gebäude, die Sicherheit war nicht mehr gewährleistet. Das Gewölbe wurde 1966 durch eine Eierschale aus Stahlbeton, in einer Schicht von etwa sieben cm Dicke, unterfangen. Das Verfahren nennt sich Torkret-Blasverfahren. Im selben Jahr wurde der Altarraum neu gestaltet.

## Ausstattung
- Geschnitztes Altarretabel vom Anfang des 16. Jahrhunderts mit sieben Passionsdarstellungen und in der Mitte eine figurenreiche Szene des Kalvarienberges
- Der Schrein des 19. Jahrhunderts wurde 1863 erworben. Er wurde 1966/67 neu zusammengefügt und es wurde die originale Fassung freigelegt.
- Die Pietà aus Eichenholz wurde im dritten Viertel des 15. Jahrhunderts geschnitzt.
- Eine Madonna auf der Weltkugel stammt aus der Zeit um 1500.
- Die Figur des Hl. Cyriakus wurde um 1730 in Süddeutschland hergestellt.
- Vesperbild aus Holz vom 15. Jahrhundert[5][6]

### Orgel
Die Propsteikirche St. Cyriakus verfügt über eine Orgel der Firma Franz Breil aus Dorsten aus dem Jahr 1970. Die Das Instrument hat 39 klingende Register (2843 Pfeifen) auf drei Manualwerken und Pedal. Der Orgelspieltisch ist viermanualig angelegt worden und eingerichtet, um die am Hochaltar stehende Chororgel vom vierten Manual des Hauptspieltisches auf der Orgelbühne zu bespielen. Die Anbindung selbst ist allerdings noch nicht erfolgt.
| I Rückpositiv C–g3 |               |       |
| 1.                 | Holzgedackt 0 | 8′    |
| 2.                 | Praestant     | 4′    |
| 3.                 | Blockflöte    | 4′    |
| 4.                 | Prinzipal     | 2′    |
| 5.                 | Quinte        | 1 ⁄3' |
| 6.                 | Sifflöte      | 1′    |
| 7.                 | Scharff IV    |       |
| 8.                 | Krummhorn     | 8′    |
|                    | Tremulant     |       |

| II Hauptwerk C–g3 |                  |        |
| 09.               | Quintade         | 16′    |
| 10.               | Principal        | 08′    |
| 11.               | Lieblich Gedackt | 08′    |
| 12.               | Oktave           | 04′    |
| 13.               | Koppelflöte      | 04′    |
| 14.               | Quinte           | 02 ⁄3′ |
| 15.               | Oktave           | 02′    |
| 16.               | Mixtur V         |        |
| 17.               | Zimbel III       |        |
| 18.               | Trompete         | 16′    |
| 19.               | Trompete         | 08′    |

| III Schwellwerk C–g3 |              |         |
| 20.                  | Holzflöte    | 08′     |
| 21.                  | Weidenpfeife | 08′     |
| 22.                  | Schwebung    | 08′     |
| 23.                  | Prinzipal    | 04′     |
| 24.                  | Querflöte    | 04′     |
| 25.                  | Nasat        | 02 ⁄3′  |
| 26.                  | Feldflöte    | 02′     |
| 27.                  | Terz         | 01 3⁄5′ |
| 28.                  | Mixtur IV–VI |         |
| 29.                  | Dulzian      | 16′     |
| 30.                  | Oboe         | 08′     |
|                      | Tremulant    |         |

| Pedal C–f1 |                |         |
| 31.        | Prinzipalbass  | 16′     |
| 32.        | Subbaß         | 16′     |
| 33.        | Quintbaß       | 10 2⁄3′ |
| 34.        | Oktavbaß       | 08′     |
| 35.        | Rohrgedackt    | 08′     |
| 36.        | Choralbaß      | 04′     |
| 37.        | Rauschwerk III |         |
| 38.        | Posaune        | 16′     |
| 39.        | Baßtrompete    | 08′     |

- Koppeln:I/II, III/I, III/II, IV/II; P/I, P/II, P/III, P/IV; Cantus-firmus-Koppel
- Spielhilfen: 4 freie Kombinationen, 2 freie Pedalkombinationen, Tutti, Zungenabsteller

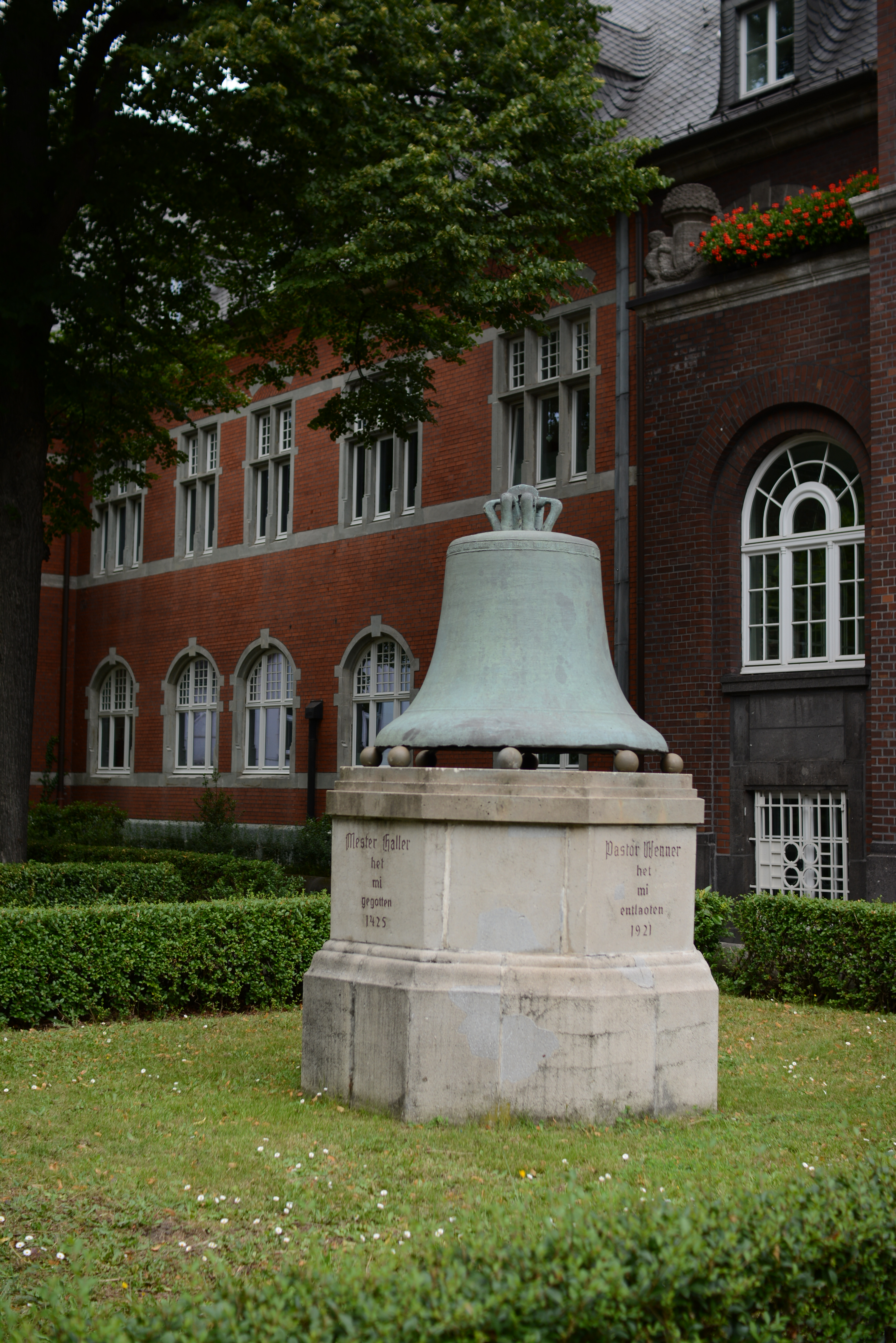
Meister-Haller-Glocke von 1425

## Glocken
Im Glockenturm hängen seit 1956 vier Glocken der Glockengießerei Feldmann & Marschel in Münster. Die Umschrift auf der Cyriakus-Glocke lautet: „Nach zweimaliger Zerstörung in den Kriegen 1917 und 1941 bin ich mit drei Schwestern neu erstanden. 1956 unter Propst Dickmann gegossen von Feldmann und Marschel zu Münster.“
- Christkönig-Glocke: Durchmesser 1,60 m; Gewicht 2,5 t; Ton C'
- Cyriakus-Glocke: Durchmesser 1,37 m; Gewicht 1,45 t; Ton Es'
- Agatha-Glocke: Durchmesser 1,18 m; Gewicht 0,98 t; Ton F'
- Maria-Immaculata-Glocke: Durchmesser 1,03 m; Gewicht 0,620 t; Ton G'[8]

Eine aus dem Jahr 1425 stammende Glocke des Meister Claes Haller befindet sich seit 1921 am Rathausplatz.